# Villa Hinderer

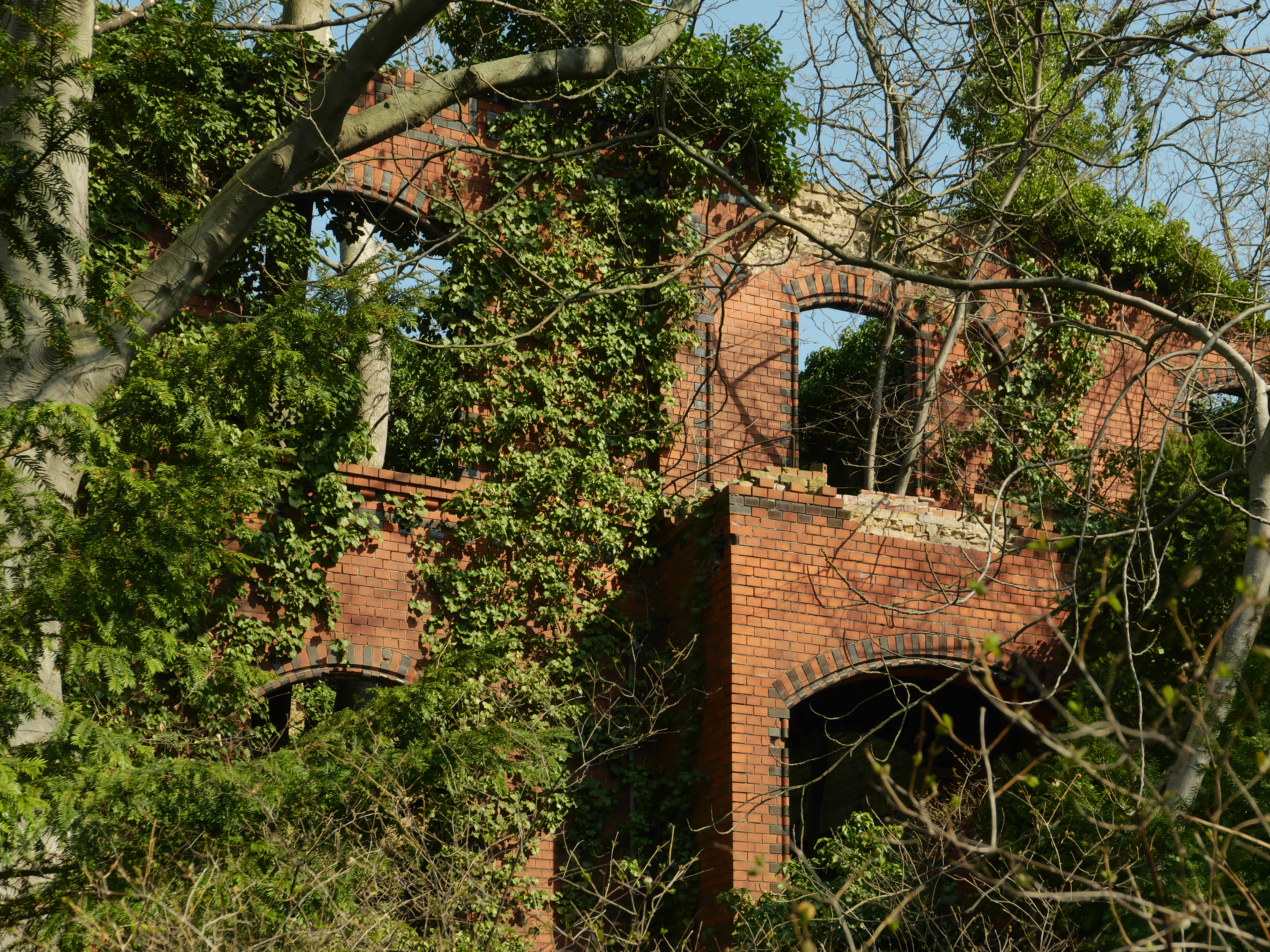
Villa Hinderer in der Beymestraße 16 in Berlin-Steglitz

Die Villa Hinderer ist eine aus dem Zweiten Weltkrieg stammende Ruine auf dem Grundstück Beymestraße 16 im Berliner Ortsteil Steglitz des Bezirks Steglitz-Zehlendorf. Koordinaten: 52° 27′ 3,64″ N, 13° 19′ 56,22″ O

## Geschichte
Die Villa wurde vermutlich im Jahr 1904 gebaut. Als damaliger Eigentümer wird der Rentier J. Stein genannt. Seine Tochter Meta, Ehefrau von Kurd Endell, verkaufte das Anwesen, zu dem auch das Gärtnerhaus Beymestraße 15 gehörte, im Jahr 1927 an August Hinderer.
Der Theologe und Publizist August Hinderer wirkte seit 1918 als Direktor des Evangelischen Presseverbandes für Deutschland (EPD; seinerzeitige Schreibung: Evangelischer Preßverband), der gegenüber im Haus Beymestraße 8 seinen Sitz hatte. Hinderer wird dort in mehreren Adressbüchern als Mieter genannt. Das Haus Beymestraße 16 war weiter im Eigentum von Stein, und zwar mit wechselnden Mietern. Das Adressbuch von 1928 nennt die Steinschen Erben als Eigentümer. Danach war das Haus im Besitz des Evangelischen Presseverbandes und wurde von Hinderer bewohnt. Die Printmedien des EPD umfassten 1929 eine Gesamtauflage von 17.090.916 Exemplaren. Im Juni 1933 wurden Hinderer und sein Mitarbeiter H. Liepmann von Kommissaren der Deutschen Christen des Amtes enthoben. Im Juni 1934 kam Hinderer in das SS-Gefängnis in der Prinz-Albrecht-Straße, dann in das KZ Columbia-Haus. Wenige Stunden vor den Massenerschießungen gelang es ihn zu befreien. Im letzten im Zweiten Weltkrieg erschienenen Berliner Adressbuch von 1943, zwei Jahre nach Auflösung des Presseverbandes, wird der Eigentümerstatus des weiterhin von Hinderer bewohnten Hauses als „ungenannt“ beschrieben.
In der Nacht vom 23. zum 24. März 1944 wurde die Villa bei einem alliierten Luftangriff schwer beschädigt und danach nicht wieder aufgebaut. Das im Haus untergebrachte „Zentralarchiv für evangelisches Schrifttum“ wurde ein Opfer der Flammen. Auch das frühere Haus des Presseverbandes gegenüber, Beymestraße 8, wurde zerstört. August Hinderer starb ein Jahr später in seiner württembergischen Heimat. Von 1945 bis 1954 gab es einen Bevollmächtigten des EPD, der die Rechte an den Grundstücken wahren sollte.
In der Folge kümmerte sich der in Berlin lebende Sohn von August Hinderer, der Astronom Fritz Hinderer, um die Pflege des Gartens. Im Jahr 1991 starb er auf dem Grundstück. Seitdem ist das Gelände sich selbst überlassen und von dichtem Gebüsch bewachsen. Aus der dachlosen Ruine ragen Bäume.